# Правители Народной Демократической Республики Йемен
Прави́тели НДРЙ - ниже перечисляются верховные правители Народной Демократической Республики Йемен, которые фактически руководили республикой.

## Список правителей
| Номер | Имя                             | Портрет | Начало полномочий | Окончание полномочий | Примечания |
| ----- | ------------------------------- | ------- | ----------------- | -------------------- | --- |
|       |                                 |         |                   |                      | |
| 1-й   | Кахтан Мухаммед аш-Шааби        |         | 30 ноября 1967    | 22 июня 1969         | Президент Народной Республики Южного Йемена |
| 2-й   | Салем Рубайя Али                |         | 23 июня 1969      | 26 июня 1978         | Председатель Президентского Совета НРЮЙ, с декабря 1970 Председатель Президентского Совета НДРЙ. Убит находясь в должности. |
| 3-й   | Али Насер Мухаммед              |         | 26 июня 1978      | 27 декабря 1978      | Генеральный секретарь ЦК Национального Фронта (июнь 1969—1975) / Объединённой Политической Организации Национальный Фронт (1975—1978) / Йеменской социалистической партии (21.12.1978—20.04.1980), Председатель Президиума Верховного Народного Совета НДРЙ (27.12.1978—21.04.1980).        |
| 4-й   | Абдель Фаттах Исмаил аль-Джауфи |         | 27 декабря 1978   | 21 апреля 1980       | Генеральный секретарь ЦК Национального Фронта (июнь 1969—1975) / Объединённой Политической Организации Национальный Фронт (1975—1978) / Йеменской социалистической партии (21.12.1978—20.04.1980), Председатель Президиума Верховного Народного Совета НДРЙ (27.12.1978—21.04.1980).        |
| (3-й) | Али Насер Мухаммед              |         | 26 апреля 1980    | 24 января 1986       | Председатель Президентского Совета (26.06.1978—27.12.1978), Председатель Президиума Верховного Народного Совета НДРЙ (21.04.1980—24.01.1986), генеральный секретарь ЦК ЙСП (20.04.1980—24.01.1986), Председатель Совета Министров (02.08.1971—14.02.1985). Свергнут в ходе войны 1986 года. |
| 5-й   | Хайдар Абу Бакр аль-Аттас       |         | 24 января 1986    | 22 мая 1990          | Председатель Совета Министров (14.02.1985—08.02.1986), Председатель Президиума Верховного Народного Совета НДРЙ (24.01.1986—22.05.1990) |